# Rivellia inaequata
Rivellia inaequata är en tvåvingeart som beskrevs av Osamu Namba 1956. Rivellia inaequata ingår i släktet Rivellia och familjen bredmunsflugor. Inga underarter finns listade i Catalogue of Life.